# Période silencieuse
En droit des valeurs mobilières canadien et américain, la période silencieuse est une durée pendant laquelle les entreprises soumises au régime des valeurs mobilières s'abstiennent de communiquer avec les investisseurs pour éviter de donner des informations importantes et non encore publiques à certains d'entre eux alors qu'elle n'a pas encore rendu publiques ces informations.

## Droit par pays

### Droit américain
Lorsqu'une entreprise lève des capitaux auprès du public, la période silencieuse « signifie historiquement une période s'étendant du moment où une entreprise dépose une déclaration d'enregistrement auprès de la SEC jusqu'à ce que le personnel de la SEC déclare effective la déclaration d'enregistrement. Au cours de cette période, les lois fédérales sur les valeurs mobilières ont limité les informations qu'une société et les parties liées peuvent communiquer au public ». C'est aussi ce qu'on appelle la période de réflexion ou la période d'attente. En vertu des règles de la Securities Act de 1933, telle que modifiée le 29 juin 2005, les communications électroniques, y compris les tournées de présentation électroniques et les informations situées sur ou hyperliées au site Web d'un émetteur sont également régies. Les modifications des règles du 29 juin 2005 comprenaient également divers changements qui libéralisent les activités de placement et les communications autorisées pour permettre un complément d'informations pour certaines organisations éligibles.
La période de silence signifie également la période commençant tard dans le troisième mois de chaque trimestre et se terminant le jour où une entreprise publique annonce ses résultats trimestriels.

### Droit canadien

#### Droit québécois
En droit québécois, l'art. 11 de la Loi sur les valeurs mobilières correspond à la période silencieuse dans le processus de publication d'un prospectus.